# Geogenanthus poeppigii
Geogenanthus poeppigii är en himmelsblomsväxtart som först beskrevs av Friedrich Anton Wilhelm Miquel, och fick sitt nu gällande namn av Robert Bruce Faden. Geogenanthus poeppigii ingår i släktet Geogenanthus och familjen himmelsblomsväxter. Inga underarter finns listade.
Artepitetet i det vetenskapliga namnet hedrar den tyska forskaren Eduard Friedrich Poeppig som upptäckte växten under en resa.
Denna växt som hittas i Sydamerika i västra Amazonområdet i Brasilien och Peru. Den växer i slammig jord eller intill vattendrag och föredrar skuggiga platser. Arten behöver dessutom fuktig luft. Geogenanthus poeppigii utvecklar sällan blommor. Bladens färgsättning påminner om bäckeböljatyg.